# AI4Mars

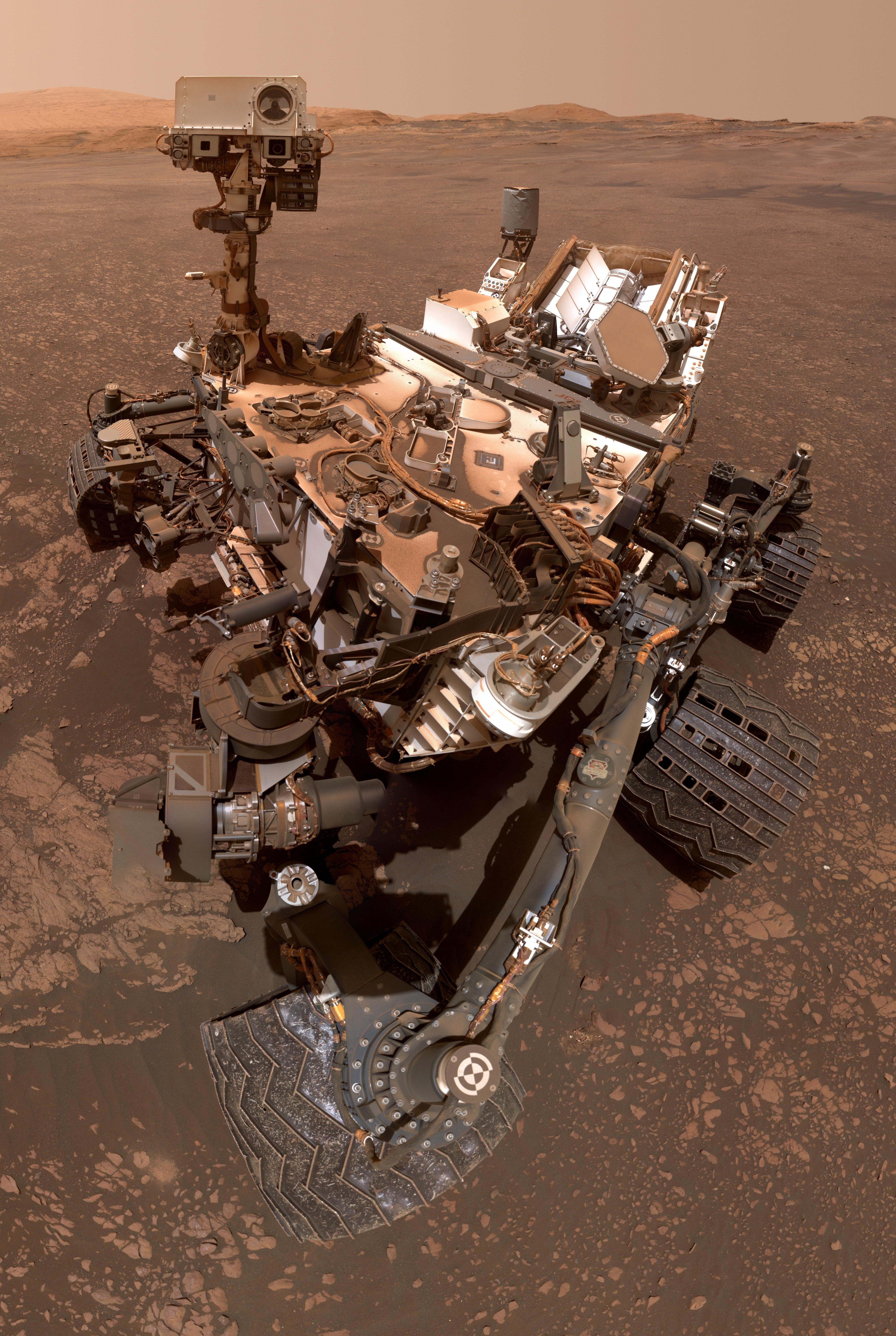
Selfie da Curiosity em Aberlady e Kilmarie - 12 de maio de 2019

A14Mars é um programa da NASA que conta com a ajuda de cientistas cidadãos para rotular um conjunto de imagens capturadas pelos rovers de Marte, a fim de criar coletivamente o primeiro ponto de referência público do Sistema Solar para a classificação de terrenos marcianos. O programa permite que qualquer pessoa com um computador ajude a navegar o veículo espacial Curiosity pela superfície de Marte. O AI4Mars se tornou um projeto do Zooniverse para rotular imagens capturadas pelo Spirit, Opportunity e Curiosity que podem ser usadas para treinar um algoritmo de inteligência artificial para ler automaticamente o terreno.